# Doãn Chính
Doãn Chính (tiếng Trung: 尹正; bính âm: Yǐn Zhèng). Anh sinh ngày 30 tháng 12 năm 1986 tại thành phố Bao Đầu, Khu tự trị Nội Mông nhưng lớn lên ở Trung Sơn, tỉnh Quảng Đông. Anh là nam ca sĩ, diễn viên người Trung Quốc. Năm 2006, anh tốt nghiệp Nhạc viện Tinh Hải năm 2006 với bằng Cử nhân ngành Âm nhạc pop. Anh được biết đến với các vai diễn trong Hãy Nhắm Mắt Khi Anh Đến, Chàng Ngốc Đổi Đời, Ma Tước, Nguồn Gốc Tội Lỗi và Bên Tóc Mai Không Phải Hải Đường Hồng.

## Phim

### Phim điện ảnh
| Năm            | Tên                              | Tên tiếng Anh       | Tên tiếng Trung      | Vai                      | Ghi chú   |
| -------------- | -------------------------------- | ------------------- | -------------------- | ------------------------ | --------- |
| 2014           | Chuyến Bay Tuyệt Mệnh            | Last Flight         | 绝命航班             | Vạn Hổ                   | [ 2 ]     |
| 2014           | Trường Học Kinh Hoàng            | Inside the Girls    | 女生宿舍             | Trâu Chí Dũng            | [ 3 ]     |
| 2014           | Thay Đổi Tình Yêu Trong Bảy Ngày | Destiny of Love     | 换爱七日             | Nghệ Thanh               | [ 4 ]     |
| 2015           | Chàng Ngốc Đổi Đời               | Goodbye Mr. Loser   | 夏洛特烦恼           | Viên Hoa                 | [ 5 ]     |
| 2015           | Không thể tin được               | Impossible          | 不可思异             | William                  | Khách mời |
| 2018           | Oan Gia Đổi Mệnh                 | Never Say Die       | 羞羞的铁拳           |                          | Khách mời |
| 2019           | Đại Trinh Thám Hoắc Tang         | The Great Detective | 大侦探霍桑           | Bao Lãng                 | [ 8 ]     |
| 2019           | Phi Trì Nhân Sinh                | Pegasus             | 飞驰人生             | Tôn Vũ Cường             | [ 9 ]     |
| 2021           | Bầu trời của thiếu niên          |                     | \| 燃野少年的天空 \| | Đại Hoa Ca               | Khách mời |
| 2021           | Dương Danh Lập Vạn               |                     | 扬名立万             | Lí Gia Huy               | Vai chính |
| 2022           | Tứ Hải                           |                     | 四海 (电影)          | Ch Hoan Cau              | Khách mời |
| 2023           | Chúc bạn bình an                 |                     | 保你平安             | Tony                     | Khách mời |
| 2023           | Bạo Phong                        |                     | 暴风                 | Thập Nhị Thiếu           | Khách mời |
| 2023           | Đường nhân sinh không thân thuộc |                     | 人生路不熟           | Châu Đông Hải (thời trẻ) | Khách mời |
| 2023           | Man thiên qúa hải m              |                     |                      | Minh Hạo                 | Vai phụ   |
| 2024           | Phi Trì Nhân Sinh 2              |                     |                      | Tôn Vũ Cường             |           |
| 2024           | Đại Phản Diện                    |                     |                      | Tài xế taxi              | cameo     |
| Đang đợi chếu  | Người cha giả                    |                     |                      | Dương Thập Nguyệt        |           |
| Đang đợi chếu  | Điểm đáo vi chỉ                  |                     |                      | Kim Mao                  | vai chính |
| Đang đợi chếu  | Cố sự của X                      |                     |                      |                          |           |
| Đang đợi chếu  | Hí Đài                           |                     |                      |                          |           |
| 燃野少年的天空 |                                  |                     |                      |                          |           |

### Phim truyền hình
| Năm            | Tên                                         | Tên tiếng Anh                                   | Tên tiếng Trung         | Vai               | Ghi chú   |
| -------------- | ------------------------------------------- | ----------------------------------------------- | ----------------------- | ----------------- | --------- |
| 2013           | Long Môn Tiêu Cục                           | Longmen Express                                 | 龙门镖局                | Sơn Kê            | Khách mời |
| 2015           | Nhành Ô-liu xanh đỏ                         | Vigour of Green Olive                           | 红色青橄榄              | Lãng Hưng         | [ 11 ]    |
| 2015           | Hãy Nhắm Mắt Khi Anh Đến                    | Love Me, If You Dare                            | 他来了，请闭眼          | Phó Tử Ngộ        | [ 12 ]    |
| 2015           | Cô Nàng Miệng Quạ                           | Miss Unlucky                                    | 乌鸦嘴妙女郎            | Kiều Mộ Ngư       | [ 13 ]    |
| 2016           | Sơn Hải Kinh – Truyền Thuyết Xích Ảnh       | The Classic of Mountains and Seas               | 山海经之赤影传说        | Tố Thủy           | [ 14 ]    |
| 2016           | Ma Tước                                     | Sparrow                                         | 麻雀                    | Tô Tam Tỉnh       | [ 15 ]    |
| 2016           | Cực Phẩm Gia Đinh                           | Legend of Ace                                   | 极品家丁                | Cao Tù            | [ 16 ]    |
| 2017           | Đại thoại Tây Du: Mối tình vạn năm          | A Chinese Odyssey: Love of Eternity             | 大话西游之爱你一万年    | Đường Tăng        | [ 17 ]    |
| 2018           | Nguồn Gốc Tội Lỗi                           | Original Sin                                    | 原生之罪                | Lục Li            | [ 18 ]    |
| 2019           | Học Viện Quân Sự Liệt Hỏa                   | Arsenal Military Academy                        | 烈火军校                | Thừa Thụy Bối Lạc | [ 19 ]    |
| 2020           | Bên Tóc Mai Không Phải Hải Đường Hồng       | Winter Begonia                                  | 鬓边不是海棠红          | Thương Tế Nhị     | [ 20 ]    |
| 2020           | Nhất Niệm Vô Gian                           | Mind The Gap                                    | 一念无间                | Tô Triết          | [ 21 ]    |
| 2020           | Thạch Đầu Khai Hoa - Ngôi Nhà Đất Cuối Cùng | Unbending Will - Last Earth House               | 石头开花 - 最后的土房   | Trịnh Truyền Tôn  | [ 22 ]    |
| Đang đợi chiếu | Thôi nào! Cặp đôi trẻ                       | A Young Couple                                  | 加油！小夫妻            | Lý Ngôn           | [ 23 ]    |
| Đang đợi chiếu | Phong Lôi Cấp                               | Love in the Storm (Love in the Wind and Clouds) | 爱在风起云涌时 (风雷急) | Phương Tuấn Sinh  | [ 24 ]    |
| Đang đợi chiếu | Già Thiên                                   |                                                 |                         | Diệp Phàm         |           |
| Đang đợi chiếu | Thiên Hành Kiện                             |                                                 |                         | Vua Quang Tự      |           |
| Đang đợi chiếu | Bách Lí Thiên Đường                         |                                                 |                         |                   | cameo     |

## Âm nhạc
| Năm  | Tên               | Tên tiếng Anh    | Tên tiếng Trung | Trong                                  | Ghi chú |
| ---- | ----------------- | ---------------- | --------------- | -------------------------------------- | ------- |
| 2016 | Nhất Tiễn Mai 2.0 | Yi Jian Mei 2.0  | 一剪梅2.0       |                                        | [ 25 ]  |
| 2017 | Nhất Sinh Sở Ái   | Yi Sheng Suo Ai  | 一生所爱        | OST Đại thoại Tây Du: Mối tình vạn năm | [ 26 ]  |
| 2018 | Sát Cánh Bên Tôi  | Fight My By Side | 与我并肩        | OST Nguồn Gốc Tội Lỗi                  | [ 27 ]  |

## Giải thưởng và đề cử

### 2007
- Giải Chuông vàng Âm nhạc Trung Quốc 中国音乐金钟奖 - Giải Nhất Cuộc thi Âm nhạc Pop Quốc gia.

### 2010
- Lễ hội nghệ thuật Trung Quốc 中国艺术节 - Giải Ngôi sao ca nhạc lần thứ 9.

### 2015
- Giải Ảnh hưởng Châu Á đài Đông Phương 2015 亚洲影响力东方盛典 - Diễn viên điện ảnh và truyền hình có sức ảnh hưởng châu Á.

### 2016
- Giải Hoa Đỉnh lần thứ 19 华鼎奖 - Nam diễn viên mới xuất sắc nhất năm 2016 trong Top 100 phim truyền hình Trung Quốc - Vai Phó Tử Ngộ, phim Hãy Nhắm Mắt Khi Anh Đến.
- Giải thưởng Thời trang We Media Trung Quốc 中国时尚自媒体大赏 - Ngôi sao thời trang tiềm năng.

### 2017
- Quốc Kịch Thịnh Điển 国剧盛典 - Diễn viên được yêu thích nhất - Vai Tô Tam Tỉnh, phim Ma Tước.

### 2020
- Giải Hoa Đỉnh lần thứ 29 华鼎奖 - Nam diễn viên chính xuất sắc nhất trong Top 100 phim truyền hình hiện đại - Vai Thương Tế Nhị, phim Bên Tóc Mai Không Phải Hải Đường Hồng.

### 2021
- Quốc Kịch Thịnh Điển 国剧盛典 - Nam diễn viên đột phá của năm - Vai Thương Tế Nhị, phim Bên Tóc Mai Không Phải Hải Đường Hồng

### 2023
- Nam diễn viên được yêu thích nhất do sinh viên bầu chọn của Tuần phim sinh viên khu vực Vịnh lớn